# Central Nuclear Edwin I. Hatch

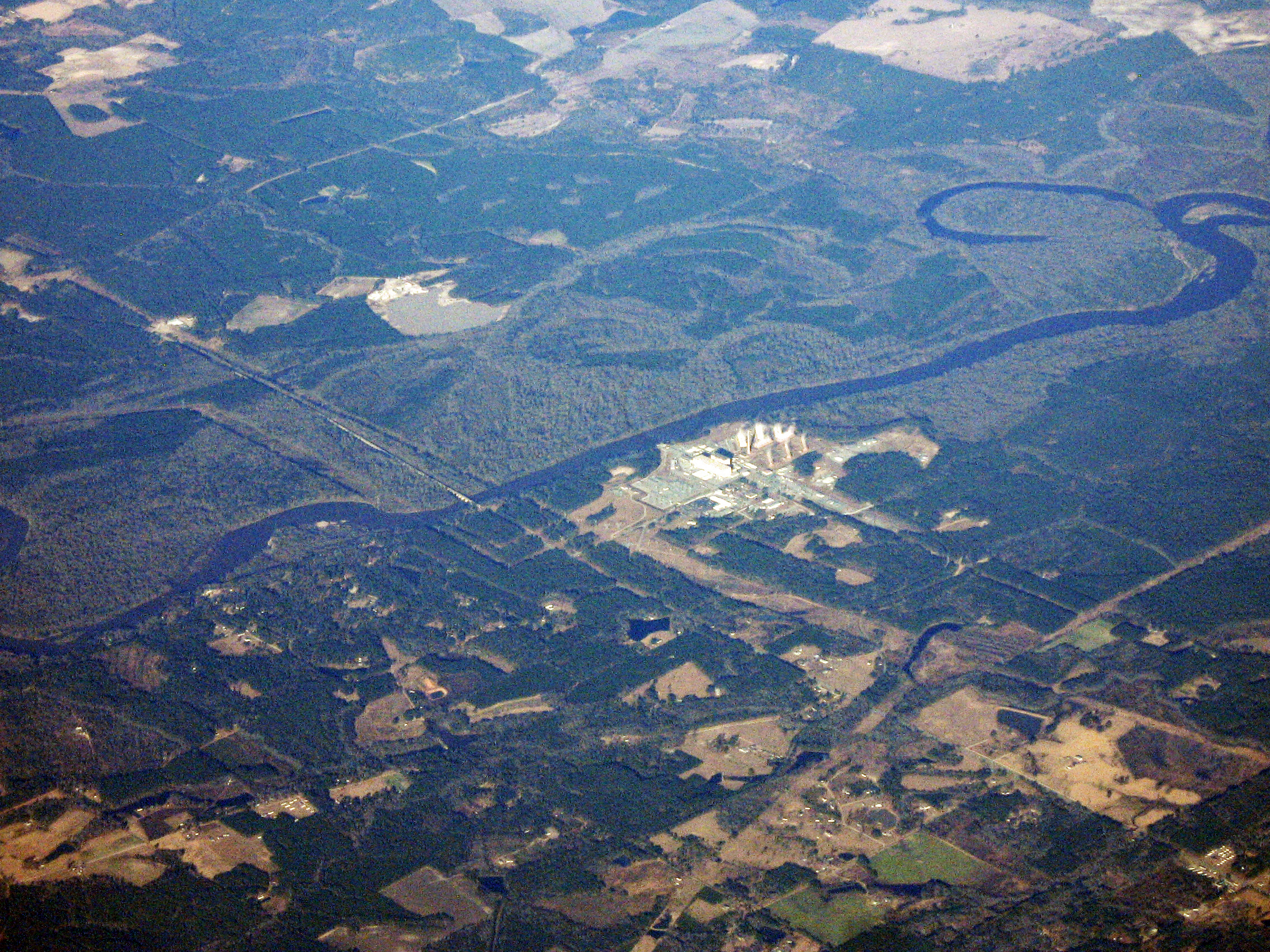
E. I. Hatch Nuclear Power Plant cerca de Baxley, Georgia.

La Central Nuclear Edwin I. Hatch está cerca de Baxley, Georgia, ocupando 9 km². Dispone de dos reactores de agua en ebullición de General Electric. Del funcionamiento de la planta Hatch se ocupa la Southern Nuclear Operating Company (una subsidiaria de Southern Company).  Los propietarios de Hatch incluyen:  Georgia Power Company (50,1 %), Oglethorpe Power Corporation (30 %), Municipal Electric Authority of Georgia (17,7 %), y la Dalton Water & Light Sinking Fund Commission (2,2 %).